# MÁV IC3G

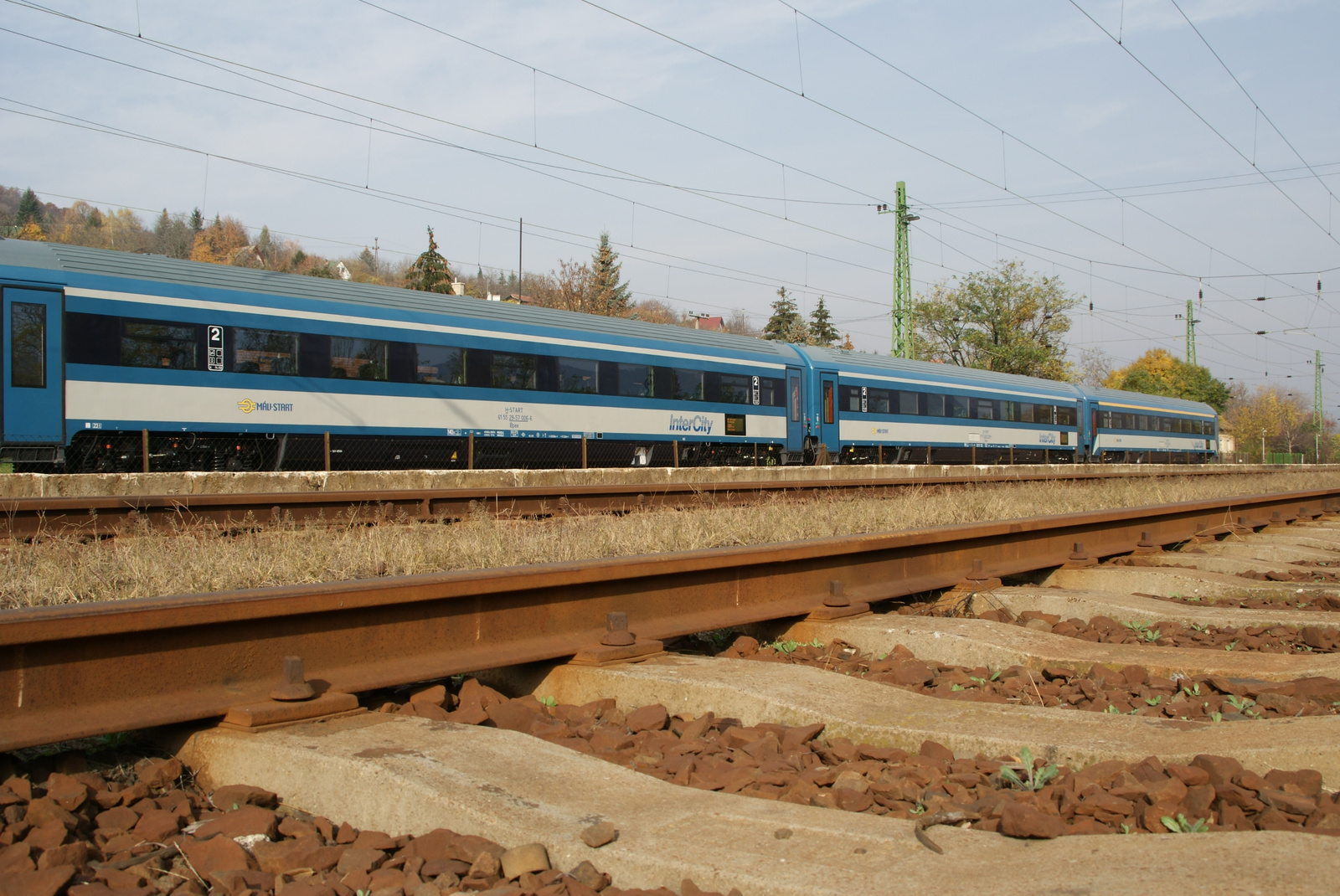
A kocsik első útja

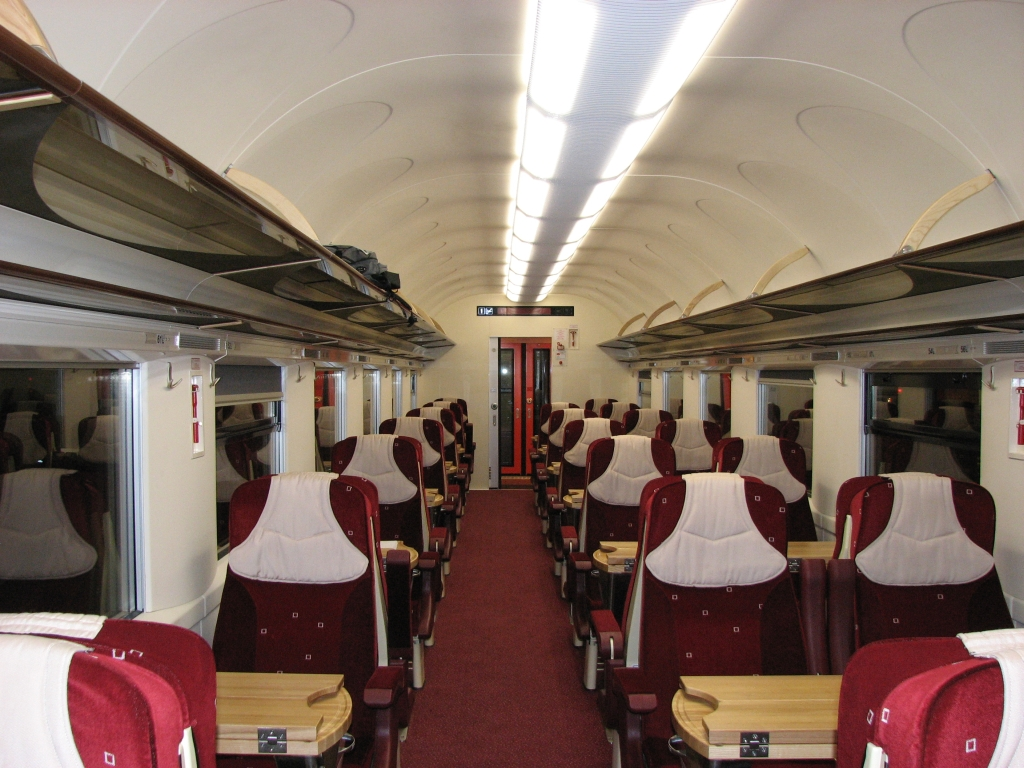
Első osztály

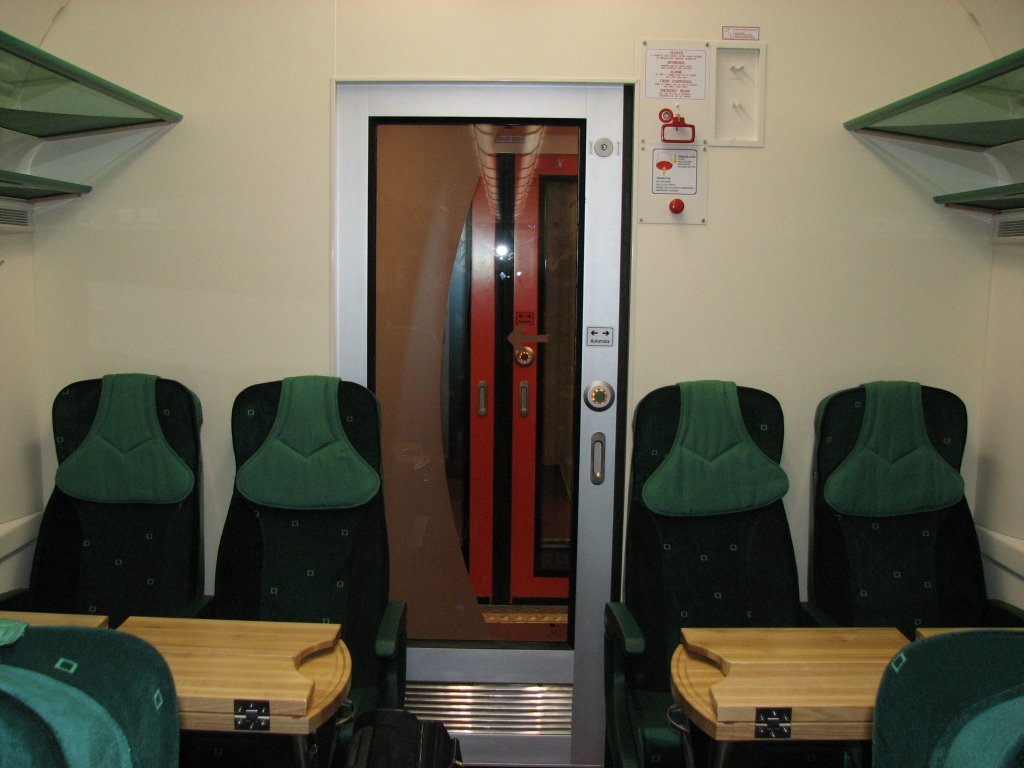
Másodosztály

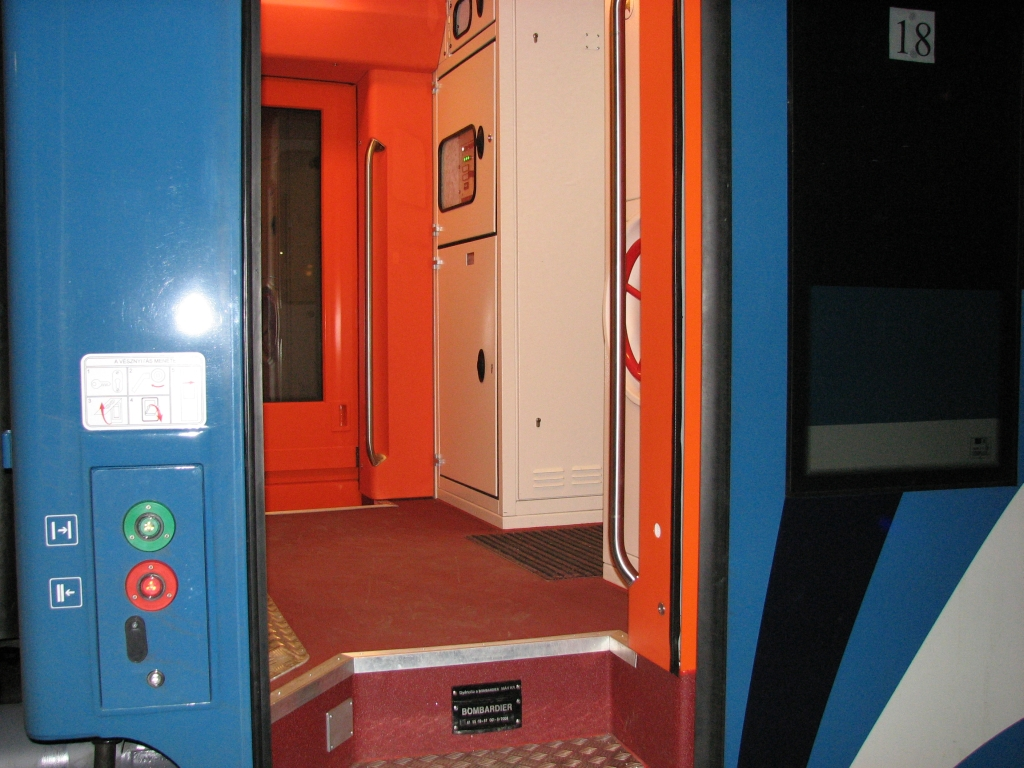
Feljáróajtó

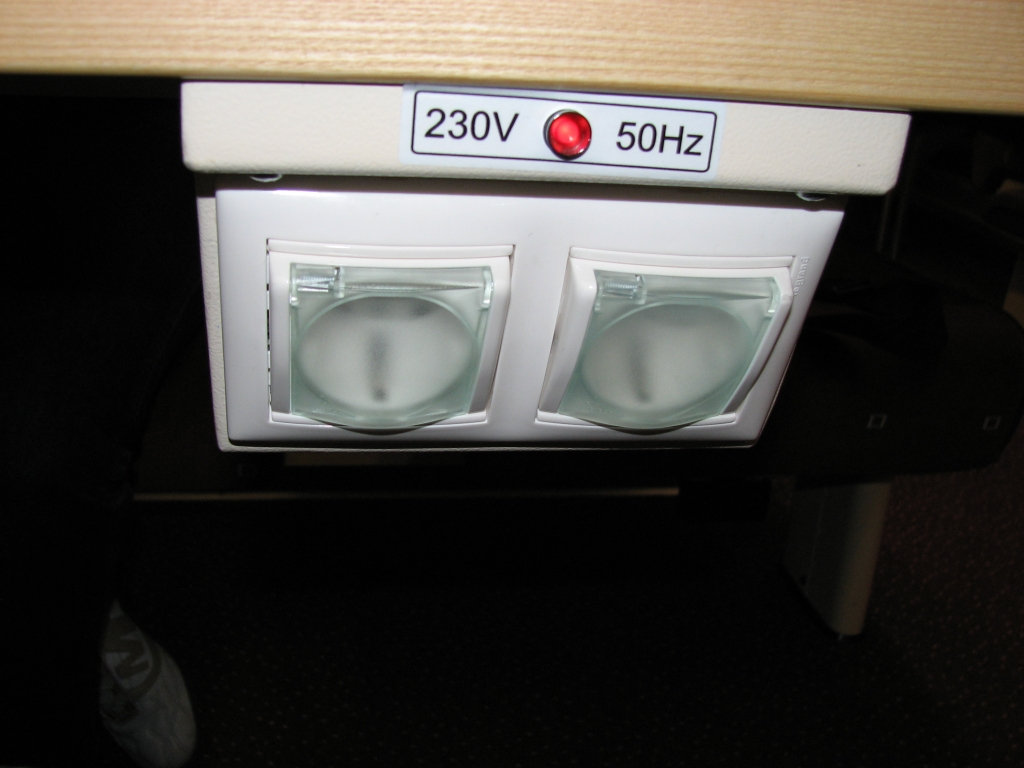
Konnektorok

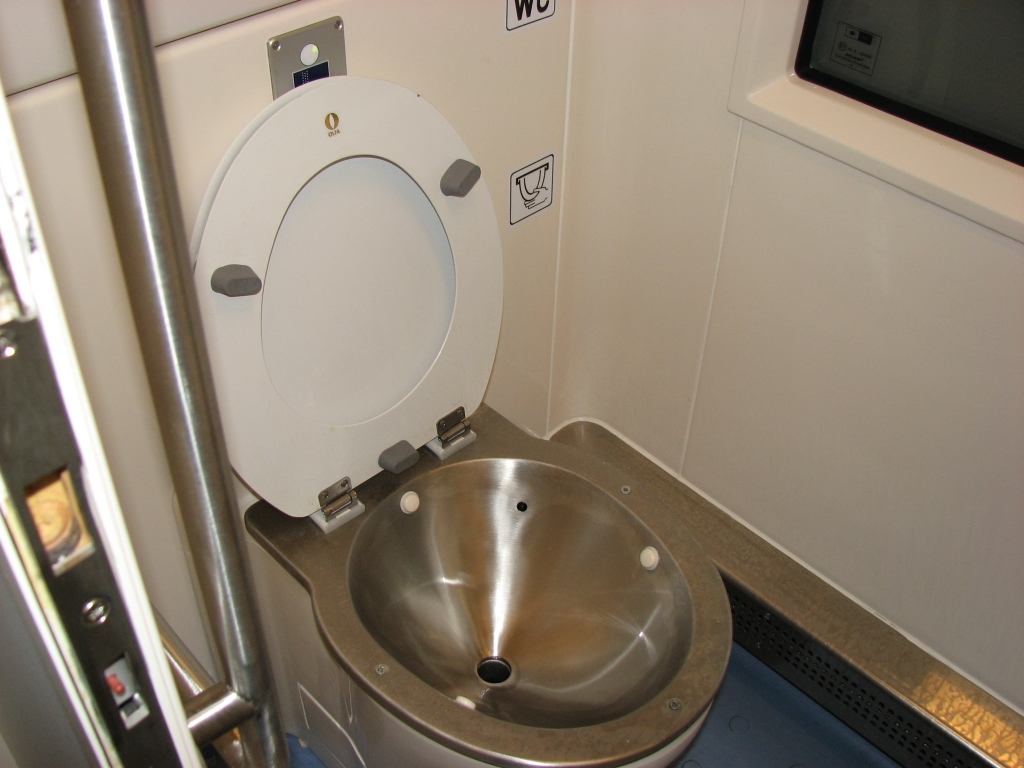
Mellékhelyiség

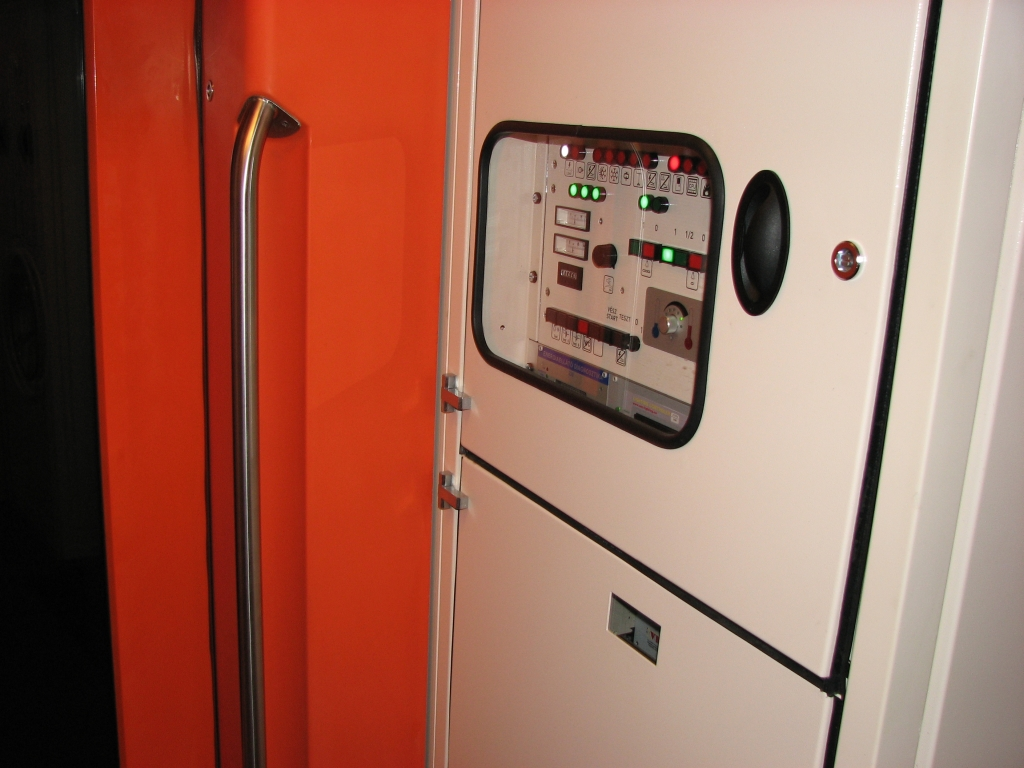
Kapcsolótábla

A MÁV az elővárosi Bhv és BDt kocsik felújítása után, 2007-ben pályázatot írt ki a ma már korszerűtlen és koros Bo kocsik korszerűsítésére, amelyet a Bombardier MÁV Kft. nyert meg. Az így felújított kocsikat nevezzük a MÁV harmadik generációs IC-kocsijainak.Leginkább a Pécsi Intercity vonatokon található ez a kocsitípus.
A felújítás célja nem csak az igényekhez képest szűkös InterCity-kocsipark növelése volt, hanem az utasok számára egy magasabb színvonalú komfort és szolgáltatás nyújtására alkalmas kocsipark kialakítása, amely egyben a MÁV számára is kedvező üzemeltetési és karbantartási jellemzőkkel bír.
A felújítási koncepció nem szűkült le a közbenső kocsitípusokra, mert középtávon, ingavonati üzemre is alkalmas InterCity-vonatok kialakítását is tervezték, ez azonban nem valósult meg.

## A kocsik fajtái
A MÁV IC3 vonatok az alábbi kocsitípusokból épültek volna fel a tervek szerint:
- 1. osztályú, termes kocsi,
- 2. osztályú, termes kocsi,
- Étkezőkocsi,
- Vezérlőkocsi, speciális terekkel:
  - Mozgáskorlátozottak részére kialakított tér, kerekesszék-rögzítéssel,
  - Mozgáskorlátozottak részére kialakított mosdó, WC,
  - Beépített kerekesszék emelő berendezés,
  - Kerékpár szállításra is alkalmas poggyásztér

Ezek közül azonban csak a termes kocsik készültek el.

### Internet
A kocsik 2011 augusztusában utólag fel lettek szerelve a Magyar Telekom Nyrt. Wi-Fi adóvevő egységeivel, így a kocsikban internetezésre is van lehetőség. A vezeték nélküli internethozzáférés maximális sávszélessége kocsinként 7,2 Mbps, melyen a csatlakozott felhasználók osztoznak. Az internet-hozzáférést a Magyar Telekom saját GSM hálózatán keresztül biztosítja, amely az utasok számára a szolgáltatás a teljes időszakban ingyenes.